# 查尔斯·里德帕斯
查尔斯·德克尔·里德帕斯（英語：Charles Decker Reidpath，1889年9月20日—1975年10月21日），出生于纽约州水牛城，美国男子田径运动员。他曾在1912年夏季奥运会田径比赛中获得男子400米和4×400米接力金牌。